# День Великой Октябрьской социалистической революции
День Великой Октябрьской социалистической революции — годовщина Октябрьской революции 1917 года, приходится на 25 октября (7 ноября). Государственный праздник Советской России и бывшего СССР, в СССР с 1927 года отмечался два дня (7—8 ноября). Является одним из памятных дней России.
После распада СССР большинство его бывших республик, ставших независимыми государствами, отказались от празднования годовщины Октябрьской революции. День 7 ноября является выходным в Белоруссии и Приднестровье. В Кыргызстане 7 и 8 ноября — выходные дни, но значение отмечаемого праздника изменено.

## История

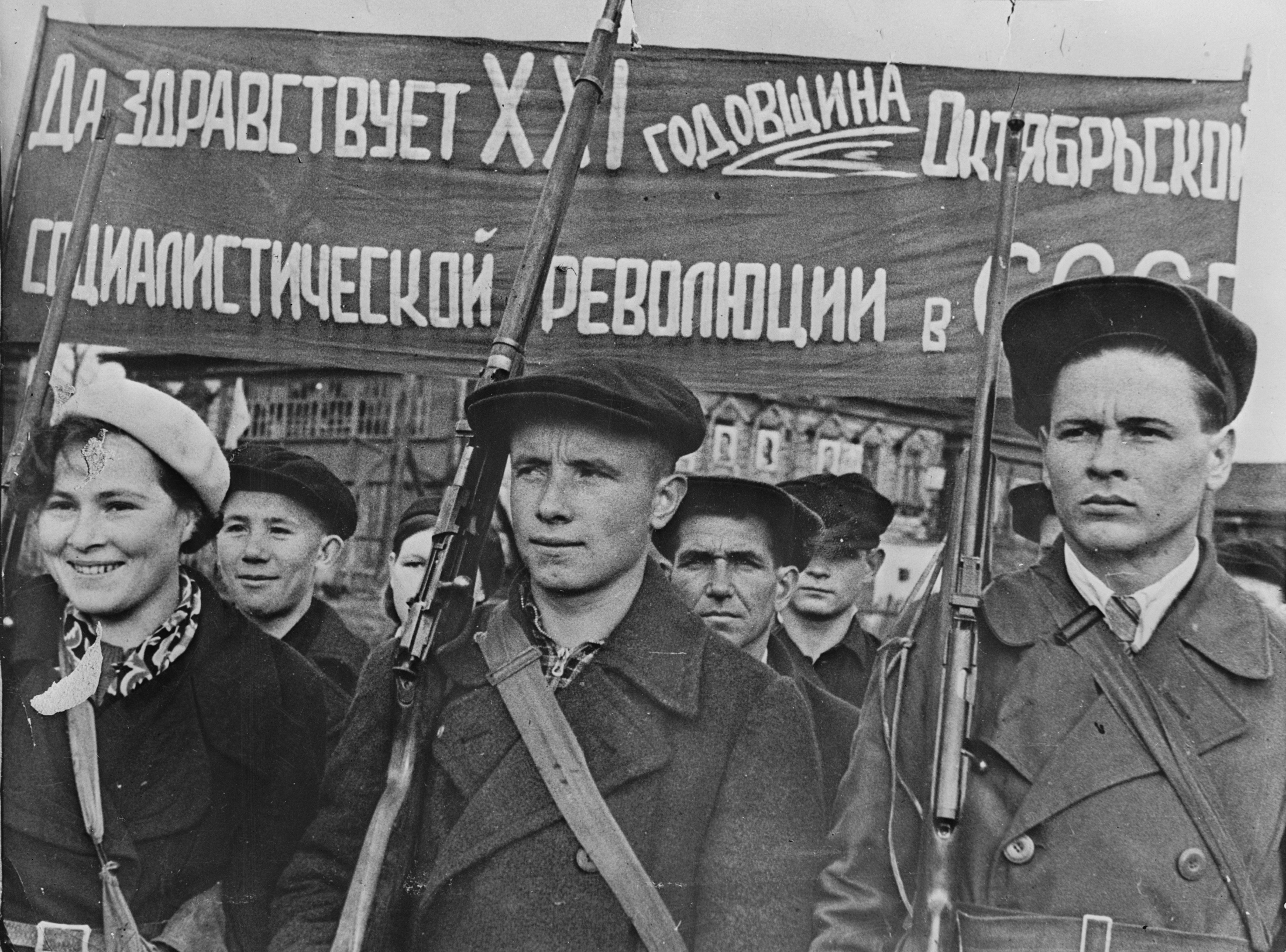
Празднование 21-й годовщины, 1938 год

Праздновался с 1918 года. В этот день на Красной площади в Москве, а также в областных и краевых центрах СССР проходили демонстрации трудящихся и военные парады.
26 октября 1927 года Президиум ЦИК СССР постановил, что «Годовщина октябрьской революции ежегодно, начиная с 1927 года, празднуется в течение двух дней — 7 и 8 ноября. Производство работ в эти праздничные дни воспрещается на всей территории Союза ССР».
Годовщинам Октябрьской революции в СССР посвящались различные крупные достижения, например, поход ледокола «Арктика» на Северный полюс 1977 года (к 60-летию Октября).
Последний военный парад на Красной площади Москвы в ознаменование годовщины Октябрьской революции прошёл в 1990 году. Перед началом торжеств президент СССР М. С. Горбачёв произнёс с трибуны Мавзолея речь, связанную с подписанием нового Союзного договора. Во время начала демонстрации руководители Коммунистической партии и Советского государства шли во главе с впереди идущими колоннами. Прямую трансляцию вели Елена Коваленко, Леонид Элин и Евгений Суслов[значимость факта?].
В настоящее время, во многих населённых пунктах постсоветского пространства, в том числе в России, в этот день проходят митинги, посвящённые событиям Октябрьской революции. В России, в г. Санкт-Петербурге, крейсер «Аврора» — символ Октябрьской революции поставлен на вечную стоянку у Петроградской набережной.

### Празднование на постсоветском пространстве

#### Белоруссия
День Октябрьской революции празднуется в Белоруссии, где этот праздник активно продвигается государственными СМИ. Праздник официально был восстановлен в 1995 году.

#### Приднестровская Молдавская Республика
Праздник Дня Октябрьской революции на государственном уровне установлен в непризнанном Приднестровье.

#### Кыргызстан
До 2017 года День Октябрьской революции был официальным праздником в Киргизии. 26 октября 2017 года президент Киргизии Алмазбек Атамбаев подписал Указ, которым объявил 7 и 8 ноября как День истории и памяти предков в память о Туркестанском восстании 1916 года.
«Для многих народов, вовлечённых в начале XX века в орбиту влияния России, это событие имело судьбоносный характер. Вслед за национально-освободительным восстанием 1916 года Октябрьская революция создала кыргызскому народу предпосылки для возрождения собственной государственности… В целях объективной исторической оценки национально-освободительного восстания и трагических событий 1916 года, Февральской и Октябрьской революций 1917 года, уроков и наследия советского периода развития, последствий политических репрессий XX века, а также отдавая дань памяти предкам, постановляется объявить 7 и 8 ноября ежегодно отмечаемыми Днями истории и памяти предков».(Цитата из
Указа президента Киргизии от 26.10.2017 «Об установлении Дней истории и памяти предков» на 7 и 8 ноября).

#### Россия
В результате событий августа 1991 года КПСС была распущена, поэтому 7 ноября 1991 года официальных мероприятий по случаю годовщины Октября уже не проводилось. Тем не менее в этот день на Красной площади в Москве и во многих других городах, формально ещё единой страны, состоялись неофициальные многотысячные митинги сторонников социализма, советской власти и противников распада СССР. В них участвовали люди, которым был близок этот праздник.
С 1992 года в России 8 ноября стал рабочим днём. 7 ноября как годовщина Октября продолжала праздноваться, несмотря на то, что страна отказалась от социализма. В 1995 году был установлен День воинской славы — день проведения военного парада на Красной площади в городе Москве в ознаменование двадцать четвёртой годовщины Октябрьской революции (1941 год).
В 1996 году по указу президента РФ (указ датирован 7 ноября и вступал в силу с момента подписания) вместо годовщины Октябрьской революции стал отмечаться День согласия и примирения. Этот праздник просуществовал до 2004 года.
С 2005 года, в связи с учреждением нового государственного праздника — Дня народного единства, — 7 ноября перестал быть выходным днём в РФ, в соответствии с Федеральным законом от 29 декабря 2004 года № 201-ФЗ. Одновременно выходным стал День народного единства, который отмечают 4 ноября. По результатам опроса 2008 года, несмотря на то, что День Октябрьской революции перестал быть праздником официально, он праздновался 36 % населения России и продолжает праздноваться. The Economist связал перемену повода для празднования с началом Оранжевой революции на Украине (22 ноября 2004 года по 23 января 2005 года), а именно с тем, что Владимир Путин негативно относится к идее революции в целом.
По данным Фонда «Общественное мнение», по состоянию на 1 ноября 2020 года 55 % опрошенных считали, что отмена государственного праздника была неправильной, обратного мнения придерживались 34 % опрошенных. Кроме того, 54 % опрошенных посчитали, что Октябрьская революция имела больше положительных последствий, чем отрицательных, противоположное мнение высказали 23 % опрошенных.
Председатель Государственной Думы России Вячеслав Володин охарактеризовал события 1917 года как имевшие негативные последствия для страны.

#### Украина
На Украине 7 и 8 ноября (два дня подряд) праздновались как государственный праздник «Годовщина Великой Октябрьской социалистической революции» и были выходными днями с момента провозглашения страной независимости в 1991 году до 2000 года. 1 февраля 2000 года Л. Д. Кучма подписал закон о внесении изменений в КЗОТ, в соответствии с которым указанные даты были исключены из перечня государственных праздников.

#### ДНР и ЛНР
Вопрос о праздновании Дня Октябрьской революции как государственного праздника в ДНР и ЛНР неоднократно поднимался местными политическими партиями и движениями, но не получил поддержки среди руководства данных республик.
100-летие Октябрьской революции в Луганске отмечали митингом у памятника Ленину с коммунистическими лозунгами и красными знамёнами.
В ДНР учёные провели круглый стол, школьники участвовали в викторине, презентована новая почтовая марка в честь 100-летия «Октябрьской Революции», проходили музыкальные концерты.

## Годовщины
Празднованию годовщин революции посвящено много почтовых марок СССР. В 1920 году была выпущена уникальная в своём роде медаль «3 года Великой Октябрьской социалистической революции».
К 50-, 60- и 70-летиям Великого Октября были выпущены в обращение юбилейные монеты. К 60-летию, помимо того, — набор спичечных этикеток, выполненных в жёлто-красной цветовой гамме.

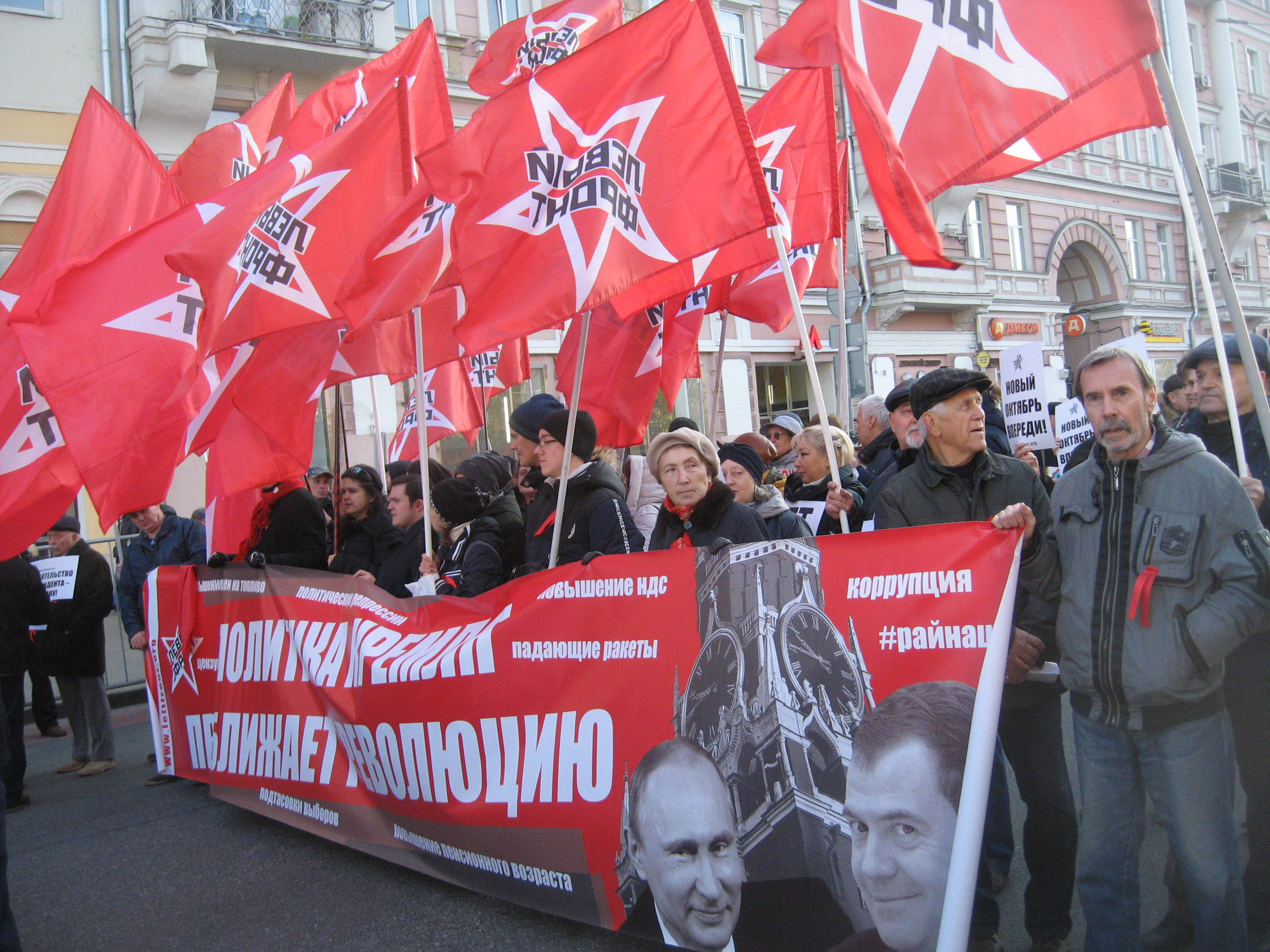
Митинг 7 ноября 2018 г в Москве

Кроме того, имя революции и её юбилеев было присвоено большому множеству предприятий, вузов и улиц по всему СССР. Примеры таких названий:
- Одесский областной украинский музыкально-драматический театр имени Октябрьской революции
- Луганский тепловозостроительный орденов Ленина и Октябрьской Революции завод имени Октябрьской Революции
- Химический завод имени Октябрьской революции (Ростов-на-Дону)
- Завод транспортного машиностроения» имени Октябрьской революции
- Коломенское высшее артиллерийское командное ордена Ленина Краснознамённое училище имени Октябрьской революции
- Судостроительный завод имени Октябрьской революции (г. Благовещенск)
- Волгоградский металлургический завод «Красный Октябрь»
- Ленинградское высшее артиллерийское командное ордена Ленина Краснознамённое училище имени Красного Октября
- Башкирский государственный университет имени 40-летия Октября (ныне Уфимский университет науки и технологий)
- Колхоз «40 лет Октября» Исетского района Тюменской области
- Джамбулский педагогический институт имени 50-летия Октябрьской революции
- Алма-Атинский хлопчатобумажный комбинат имени 50-летия Октябрьской революции
- Балхашский горно-металлургический комбинат имени 50-летия Октябрьской революции
- Харьковский электромеханический завод имени 50-летия Октябрьской революции
- Кременчугская ГЭС имени 50-летия Великой Октябрьской социалистической революции
- Телевизионный технический центр имени 50-летия Октября Гостелерадио СССР
- Челябинское высшее танковое командное училище имени 50-летия Великого Октября
- ПО «Конвейер» имени 60-летия Великой Октябрьской социалистической революции (г. Львов)
- Джезказганский шахтопроходческий трест имени 60-летия Октябрьской революции
- Вазузская гидротехническая система имени 60-летия Октября
- Киевский автомобильно-дорожный институт имени 60-летия Великой Октябрьской социалистической революции
- Ленинградское высшее зенитное ракетное командное ордена Красной Звезды училище имени 60-летия Великого Октября
- Ярославское высшее зенитное ракетное командное училище противовоздушной обороны имени 60-летия Великого Октября
- Новосибирское высшее военно-политическое общевойсковое училище имени 60-летия Великого Октября
- Ставропольское высшее военное инженерное училище связи имени 60-летия Великого Октября
- 98-я гвардейская воздушно-десантная Свирская Краснознамённая, ордена Кутузова дивизия имени 70-летия Великого Октября (Иваново)
- 392-й отдельный дальнеразведывательный авиационный орденов Кутузова и Александра Невского полк имени 70-летия Великого Октября[источник не указан 848 дней].